# Nina Akamu
Nina Akamu (Midwest City, Oklahoma, 1955) es una escultora estadounidense de ascendencia japonesa. Una de sus obras más conocidas es el Caballo de Leonardo da Vinci en Míchigan.

## Datos biográficos
Hija de un militar estadounidense, nació en Oklahoma, pero pasó la mayor parte de su infancia en Hawái.
Vivió un tiempo en Japón, donde había sido trasladado su padre, fue allí donde comenzó a dibujar.
Fue alumna de dibujo de Joseph Sheppard en el Institute College of Art de Maryland. Su formación artística se completó en Italia.

## Obras
Entre sus obras más conocidas figuran:
- Caballo de Leonardo. De esta obra existen dos copias, una instalada en el parque de jardines y esculturas Frederik Meijer en Míchigan y otra en el hipódromo de San Siro de Milán.

- Memorial al Patriotismo Japonés-Americano en la Segunda Guerra Mundial en Washington D. C.. Representa a una grulla enredada en alambre de espino sobre una columna.